# Vladimir Gaćinović
Vladimir "Vlado" Gaćinović (en serbio: Владимир Владо Гаћиновић; Kačanj, Bileća, 25 de mayo de 1890-Friburgo, 11 de agosto de 1917) fue un ensayista y revolucionario serbobosnio en Austria-Hungría. Fue uno de los líderes y organizadores de las células secretas del movimiento revolucionario Joven Bosnia.
Durante la Primera Guerra Mundial, Gaćinović pasó un tiempo como voluntario en la marina francesa, tras lo cual viajó a Estados Unidos para buscar ayuda y voluntarios para Serbia. Fue envenenado con arsénico en agosto de 1917 en Friburgo, Suiza, ya sea por los austriacos, los franceses, la policía serbia o por una de las facciones políticas rivales de Serbia.